# Lewis Wright
Lewis Wright (* um 1989 in Norwich) ist ein britischer Jazzmusiker (Vibraphon, Komposition) des Modern Jazz.

## Leben und Wirken
Wright erhielt bereits im Alter von drei Jahren eine erste musikalische Ausbildung im Alter, als sein Vater, ein Schlagzeuglehrer und professioneller Musiker, ihm formellen Schlagzeugunterricht gab. Mit sieben Jahren begann er mit Klavierunterricht, um mit neun Jahren aufs Vibraphon zu wechseln. Seinen ersten öffentlichen Auftritt hatte er im Alter von 6 Jahren; im folgenden Jahr trat er der Norwich Students Jazz Orchestra Starter Band als Schlagzeuger und Perkussionist bei. Nach drei Jahren wurde er ins Students Jazz Orchestra versetzt, dem er bis 2002 angehörte. Zu ersten Aufnahmen kam es 2000 mit der Bassistin/Sängerin Ruth Bowen; dann hat er mit der Funk-Band Speedometer gespielt und im Alter von 13 Jahren eine Solo-CD aufgenommen.
Wright arbeitete seit 2001 mit einem eigenen Quartett, zudem Simon Brown (Piano), Andy Doyle (Bassgitarre) und Will Clark (Schlagzeug) gehörten; 2006 folgte in dieser Besetzung das Album Stop Look & Listen, das im Eigenverlag erschien. Mit dem Quartett Empirical (für das er auch komponierte) entstanden seit 2007 vier Alben und zwei EPs; dort musiziert er mit Nathaniel Facey am Altsaxophon, Tom Farmer am Kontrabass und Shaney Forbes am Schlagzeug; 2017 kam es zum Auftritt beim JazzFest Berlin. Überdies spielte er im National Youth Jazz Orchestra, bei Clark Tracey (Current Climate) und mit dem Paul Jordanous Ensemble. 2016 nahm Wright mit dem Pianisten Kit Downes das Album Duets auf; ferner trat er mit Jason Rebello auf. Im Bereich des Jazz war er zwischen 2006 und 2019 an zwölf Aufnahmesessions beteiligt. Er ist auch auf Alben von  Catherine Feeny, Yazz Ahmed, Nerina Pallot und Michael Kiwanuka zu hören. In den letzten Jahren arbeitete er neben Empirical u. a. auch mit Kiwanuka, Julian Bliss, Janning Trumann und als Solist.
Wright wurde mit Empirical als Ensemble des Jahres sowohl mit dem Parliamentary Jazz Award (2016) als auch mit dem Worshipful Company of Musicians Prize (2011) ausgezeichnet. Er trat u. a. im Sydney Opera House, in der Royal Albert Hall auf und war Solist bei Wynton Marsalis und dem Jazz at Lincoln Center Orchestra. Wright lebt in London.

## Diskographische Hinweise
- Lewis Wright Featuring Kit Downes Duets (Signum Classics 2018)[3]
- The Colour of Intention (Signum Classics 2020, mit Matt Brewer, Marcus Gilmore)[4]